# Akissi Kpidi
Akissi Kpidi, född 3 mars 1964, är en friidrottare från Elfenbenskusten. Han deltog vid olympiska sommarspelen 1988.